# Енютин, Владимир Леонидович
Владимир Леонидович Енютин (род. 5 ноября 1960, Щигры, Курская область) — российский футбольный судья, в основном работавший ассистентом. Участник Чемпионата Европы 2004 года в качестве ассистента.

## Биография
Судейскую карьеру начал в 1987 году. На профессиональном уровне дебютировал в качестве ассистента в 1992 году. Первый матч в качестве главного судьи провёл 5 августа 1993 года между «Спартаком-д» и «Виктор-Авангард» (6:1), в рамках Первенства ПФЛ.
В высшей лиге чемпионата России выступал с 1996 по 2008 год и провёл 163 матча в роли ассистента. Единственный матч в Премьер-лиге в качестве главного судьи провёл 25 апреля 2004 года во встрече 8-го тура «Шинник» — «Крылья Советов» (0:1), заменив главного судью Сергея Николаевича Мартынова на четырнадцатой минуте матча.  В матче показал две жёлтые карточки и назначил пенальти, с которого на 16-й минуте был забит единственный гол.
В 2004 году в составе бригады Валентина Иванова был участником Чемпионата Европы, на котором провёл 3 игры в качестве ассистента: Англия — Швейцария (17 июня; 3:0), Болгария — Италия (22 июня; 1:2), Чехия — Дания (27 июня; 3:0).
Также в роли ассистента принимал участие в золотом матче чемпионата России 2002, финале Кубка России 2006, Суперкубке России 2006, матчах Кубка УЕФА и Лиги чемпионов.
После окончания карьеры работает преподавателем в межрегиональном центре по подготовке судей и инспекторов.